# Indische Nationalbibliothek

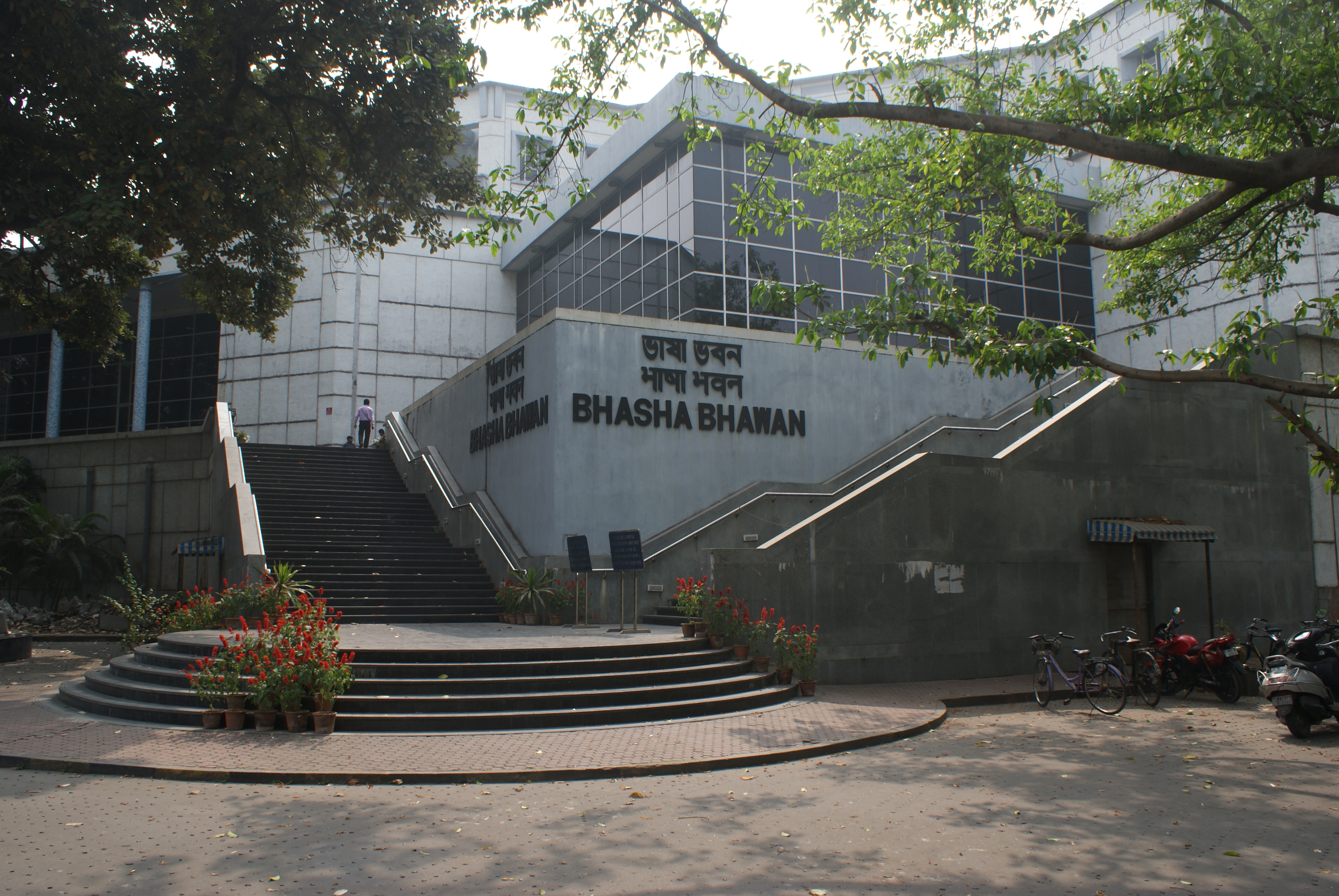
Bhasha Bhawan, Hauptgebäude der Nationalbibliothek seit 2005

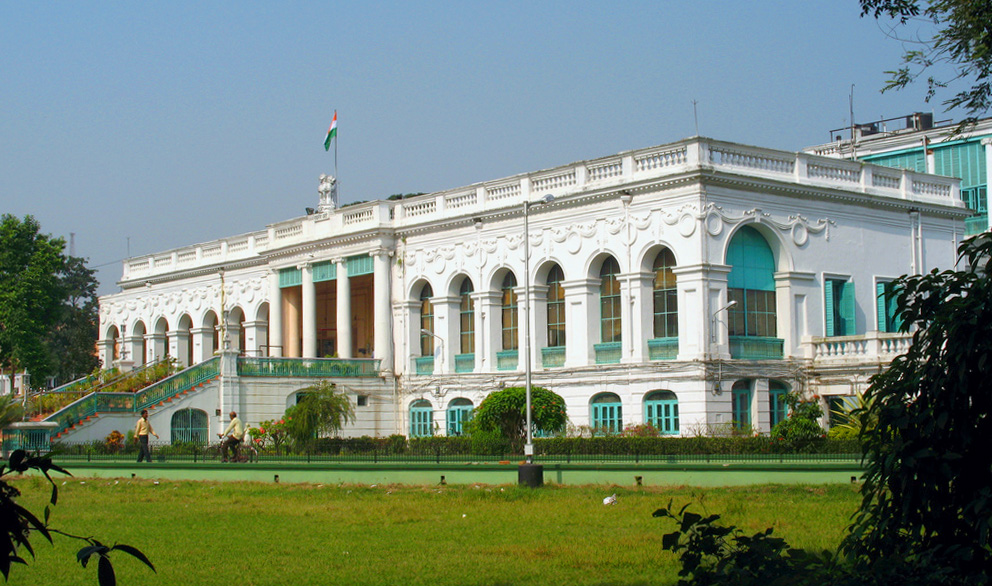
Belvedere House, ehemalige Residenz des britischen Vizekönigs und Hauptgebäude der Nationalbibliothek bis 2005

Die Indische Nationalbibliothek (bengalisch ভারতীয় জাতীয় গ্রন্থাগার bhāratīẏa jātīẏa granthāgāra, Hindi भारतीय राष्ट्रीय पुस्तकालय bhāratīya rāṣṭrīya pustakālaya) in Kolkata (Kalkutta) ist die größte Bibliothek Indiens.
Sie untersteht der Abteilung für Kultur des Ministeriums für Tourismus und Kultur der Bundesregierung. Die Bibliothek wurde angelegt, um sämtliches in Indien produziertes gedrucktes Material zu sammeln, zu verbreiten und zu bewahren. Sie liegt auf dem malerischen, 120.000 m² großen Belvedere Estate.

## Calcutta Public Library
Vorläufer der Nationalbibliothek war die 1836 gegründete Calcutta Public Library (Öffentliche Bibliothek von Kalkutta). Sie war eine regierungsunabhängige Institution und wurde privat geführt. Teilhaber konnte werden, wer 300 Rupien spendete. Zu den ersten Spendern gehörte Dwarkanath Tagore. Zu jener Zeit waren 300 Rupien eine gewaltige Summe, deshalb wurde u. a. Studenten zeitweilig die freie Benutzung der Bibliothek gestattet.
Der damalige Generalgouverneur Lord Metcalfe überstellte 4.675 Bücher von der Bibliothek des Fort-William-Colleges an die Calcutta Public Library. Diese und einige weitere Spenden formten den Kern der neuen Bibliothek. Durch Spenden sowohl von Privatpersonen als auch der Regierung wurden indische und ausländische, insbesondere britische, Bücher angeschafft.
Die Calcutta Public Library war die erste öffentliche Bibliothek in diesem Teil der Welt. Sogar im Europa des 19. Jahrhunderts war eine derart gut organisierte und effizient geführte Bibliothek eine Besonderheit. Durch diese Bemühungen ist die derzeitige Nationalbibliothek im Besitz einiger äußerst seltener Bücher und Zeitschriften.

## Imperial Library
Als zweite Vorläuferinstitution entstand 1891 die Imperial Library durch den Zusammenschluss mehrerer Regierungsbibliotheken in Kalkutta. Die bedeutendste davon war die Bibliothek des britischen Innenministeriums, die viele Bücher aus früheren Beständen der Bibliotheken des East India College, des Fort William und des East India Board in London besaß. Allerdings war die Benutzung der Bibliothek hochrangigen Beamten der Regierung vorbehalten.

## Zusammenschluss der Bibliotheken
1903 skizzierte Lord Curzon of Kedleston, der Generalgouverneur von Indien, die Idee einer öffentlich zugänglichen Bibliothek. Er stellte fest, dass weder die Calcutta Public Library noch die Imperial Library ausgelastet war, und beschloss, beide Bibliotheken zusammenzulegen.
Die neue Bibliothek übernahm den Namen Imperial Library und wurde am 30. Januar 1903 in der Metcalfe Hall in Kalkutta der Öffentlichkeit zugänglich gemacht. Die Gazette of London berichtete:
It is intended that it should be a library of reference, a working place for students and a repository of material for the future historians of India, in which, so far as possible, every work written about India, at any time, can be seen and read.
„Sie [die Imperial Library] soll als Präsenzbibliothek, Arbeitsort für Studierende und Aufbewahrungsort für Materialien für kommende indische Historikergenerationen dienen, als ein Ort, an dem, soweit möglich, jedes schriftliche Werk über Indien jederzeit eingesehen und gelesen werden kann.“

## DieImperial Librarywird zur Nationalbibliothek
Nach Erlangung der Unabhängigkeit änderte die indische Regierung den Namen Imperial Library in National Library (Nationalbibliothek), und der gesamte Bestand siedelte vom Esplanade an seinen heutigen Standort auf dem Belvedere Estate, der ehemaligen Residenz des Vizekönigs von Indien, in Alipore über. Am 1. Februar 1953 nahm die Indische Nationalbibliothek ihre Arbeit auf.
Im Jahr 2005 zog die Nationalbibliothek in das Bhasha Bhawan, einen Neubau auf dem Gelände des Belvedere Estate.

## Statistik
1. Anzahl der Bücher: mehr als 2.270.000
2. Anzahl der Karten: mehr als 86.000
3. Anzahl der Manuskripte: mehr als 3.200
4. Leseräume: mehr als 550
5. Gesamte Regallänge: mehr als 45 Kilometer